# Teresa Palczewska
Teresa Palczewska, zamężna Markowska (ur. 15 listopada 1805 w Steklinku, zm. 22 sierpnia 1858 w Warszawie) – polska aktorka i tancerka.
W latach 1820–1834 była aktorką Teatru Narodowego w Warszawie, następnie występowała w teatrach Krakowa, Lwowa, Kalisza i in. Występowała w balecie, grała role komediowe i dramatyczne (np. tytułowa rola w Dziewicy Orleańskiej F. Schillera). Zajmowała się również działalnością pedagogiczną.
5 lipca 1849 wyszła za mąż za Macieja Markowskiego, urzędnika Wydziału Technicznego Heroldii Królestwa Polskiego; małżeństwo pozostało bezdzietne. Jej dwie siostry – Agnieszka (zamężna Mackiewiczowa) i Antonina (zamężna Horbowska) – również zostały aktorkami.